# Crash du vol Bruxelles-Léopoldville
Ne doit pas être confondu avec Crash du vol Léopoldville-Bruxelles.
Le crash du vol Bruxelles-Léopoldville désigne un accident aérien survenu le 18 mai 1958 près de l'aéroport de Casablanca-Anfa, au Maroc lorsqu'un Douglas DC-7 de la compagnie aérienne belge Sabena immatriculé OO-SFA, s'écrasa à l'atterrissage à la suite d'un défaut moteur.
L'accident fit 61 morts et était, à l'époque, le crash le plus meurtrier d'un appareil de la Sabena.

## Contexte
Le vol s'effectuait entre l'aéroport de Melsbroek (nom donné de l'époque de l’aéroport actuel, à Bruxelles) et l'aéroport Ndjili de Léopoldville (nom de l'époque de l’actuelle ville de Kinshasa, au Congo, alors colonie belge). Il comportait une escale à l'aéroport de Lisbonne-Portela, au Portugal.

## L'accident
Après son escale à Lisbonne, l'appareil rencontra des problèmes moteurs et tenta de se poser d'urgence à l'aéroport de Casablanca-Anfa où l'accident se produisit lors de la phase d'atterrissage.

## Bilan
Sur les  56 passagers et 9 membres d'équipage, 4 personnes survécurent.